# Dolina Szczyry
Dolina Szczyry este o arie protejată (sit de importanță comunitară — SCI) din Polonia întinsă pe o suprafață de 346,98 ha, integral pe uscat.

## Localizare
Centrul sitului Dolina Szczyry este situat la coordonatele 53°35′16″N 17°00′56″E / 53.5879°N 17.0156°E.

## Înființare
Situl Dolina Szczyry a fost declarat sit de importanță comunitară în octombrie 2009 pentru a proteja 6 specii de animale.

## Biodiversitate
Situată în ecoregiunea continentală, aria protejată conține 9 habitate naturale: Mlaștini alcaline, Păduri de fag Luzulo-Fagetum, Păduri de fag Asperulo-Fagetum, Păduri de stejar sau de stejar și carpen sub-atlantice și medio-europene de Carpinion betuli, Păduri acidofile de stejar bătrân cu Quercus robur pe câmpii nisipoase, Mlaștini împădurite, Păduri aluvionare cu Alnus glutinosa și Fraxinus excelsior (Alno-Padion, Alnion incanae, Salicion albae), Lacuri eutrofice naturale cu vegetație de tip Magnopotamion sau Hydrocharition, Fânețe de joasă altitudine (Alopecurus pratensis, Sanguisorba officinalis).
La baza desemnării sitului se află mai multe specii protejate:
- mamifere (2): castor (Castor fiber), vidră de râu (Lutra lutra)
- nevertebrate (4): fluturele purpuriu (Lycaena dispar), Lycaena helle, Ophiogomphus cecilia, Vertigo angustior